# 霏细岩

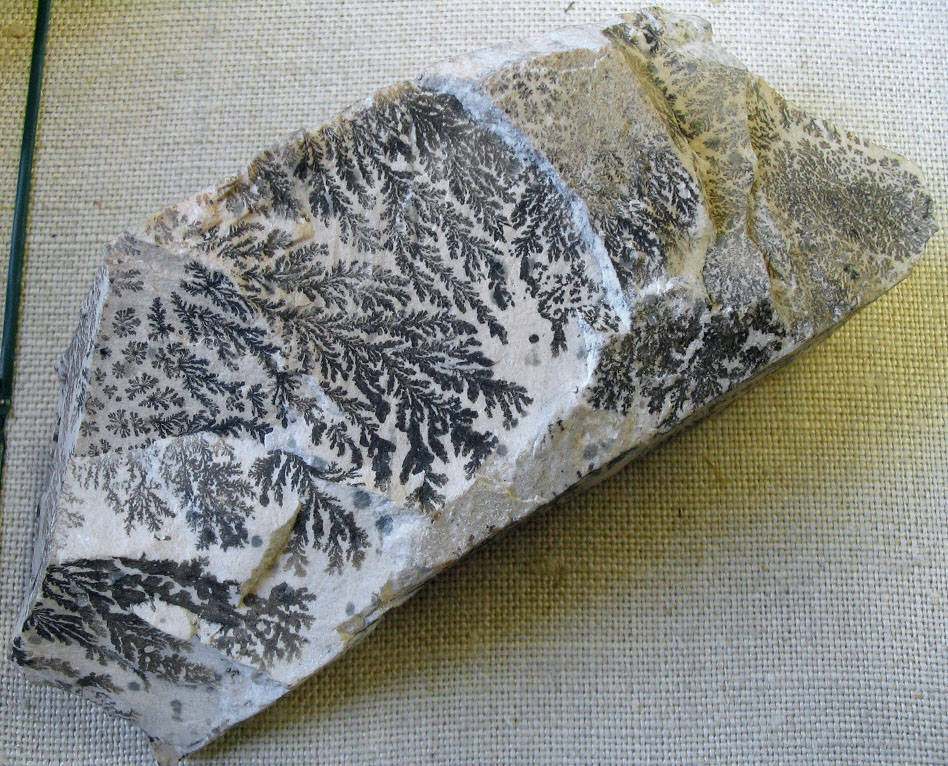
覆蓋有樹枝狀火成結構的霏细岩

霏细岩（英語：felsite）是一種粒度非常細的火山岩，有可能較大的晶體。 霏细岩是對這類淺色岩石通稱術語，通常需要對其進行岩相檢查或化學分析才能獲得更精確的定義。霏细岩的顏色通常是白色到淺灰色，或者是紅色到棕褐色。霏细岩可能包括除深灰色、綠色或黑色（暗色岩的顏色）以外的任何顏色。霏细岩由細粒狀的長英質材料組成，特別是石英、鈉長石和鉀長石。如果存在石英表晶，則可以稱為石英霏细岩。這種岩石通常是由細火山灰壓實形成的，並且可能與黑曜岩和流紋岩結合在一起被發現。在某些情況下，它的晶粒足夠細，可用於製造石材工具。其細膩的質地和長絲狀的成分，使它們很容易被打結，就像成為石質工具的角岩一樣，會產生貝殼狀斷裂。